# La inglesa y el duque
La inglesa y el duque (también, La dama y el duque) (L'Anglaise et le Duc, en el original en francés) es una película de 2001 dirigida por Éric Rohmer, inspirada en las memorias de Grace Elliott, tituladas Diario de mi vida durante la Revolución francesa (Journal of My Life during the French Revolution).
Según una descripción de la película en The Guardian: “Las habituales disputas verbales y los complejos argumentos intelectuales se condimentan con decorados fastuosos, tramas llenas de suspense y la amenaza constante de violencia”.

## Reparto
- Lucy Russell - Grace Elliott
- Jean-Claude Dreyfus - Duque de Orleans
- Alain Libolt - Duque de Biron
- Charlotte Véry - Pulcherie
- Rosette - Franchette
- Léonard Cobiant - Champcenetz
- François Mathouret - Dumouriez
- Caroline Morin - Nanon
- Marie Rivière - Madame Laurent
- Héléna Dubiel - Madame Meyler
- François-Marie Banier - Robespierre

## Recepción
La película fue criticada en Francia por su representación de la violencia revolucionaria, llegando a ser calificada como propaganda monárquica. Respecto a esto, Lucy Russell dijo: “Parece que hay un gran problema, no sólo en Francia, sino que cada país tiene problemas para afrontar las partes desagradables de su historia. Pero hay una razón por la que se llamó El Terror”.
Fue escogida por "Les Cahiers du cinéma" como una de las diez mejores películas de 2001.